# Ayuru Ōhashi
Ayuru Ōhashi (大橋 歩夕 Ōhashi Ayuru?) formalmente conocida como Erika Nakai (仲井 絵里香 Nakai Erika?) es una seiyu y cantante japonesa, nacida en Tokio, Japón, un 28 de abril. Algunos de sus principales roles incluyen a Aoi en el ONA Wish Upon the Pleiades y su adaptación al anime, como Eila Ilmatar Juutilainen en Strike Witches, Adele en Kyōkai Senjō no Horizon y Kyōkai Senjō no Horizon II, Oryō en Girls und Panzer, y Anju Yuuki en Love Live! School Idol Project. Ella se asoció con la agencia ToriTori hasta junio de 2015.

## Filmografía

### Anime
| Año                        | Series                                           | Role                     | Nota/s                                                                     |
| -------------------------- | ------------------------------------------------ | ------------------------ | -------------------------------------------------------------------------- |
| 07 de abril de 2005        | Speed Grapher                                    | Chica                    |                                                                            |
| 02 de julio de 2005        | Sugar Sugar Rune                                 | Ananá                    | Acreditada como Erika Nakai.                                               |
| 02 de octubre de 2005      | Happy 7: The TV Manga                            | Nene Tokuda              | Acreditada como Erika Nakai.                                               |
| 05 de octubre de 2005      | Artificial Insect Kabuto Borg Victory by Victory | Ayumi, Mariko Ibaraki    |                                                                            |
| 11 de octubre de 2005      | Idaten Jump (韋駄天翔?)                          | Chica                    |                                                                            |
| 01 de abril de 2006        | Yōkai Ningen Bem                                 | Mari Kabeya              |                                                                            |
| 03 de julio de 2008-2012   | Strike Witches                                   | Eila Ilmatar Juutilainen | También Strike Witches 2, la película También acreditada como Erika Nakai. |
| 06 de abril de 2009        | Saki                                             | Tomoki Sawamura          |                                                                            |
| 01 de febrero de 2011      | Wish Upon the Pleiades                           | Aoi                      | ONA.                                                                       |
| 11 de abril de 2011        | Hoshizora e Kakaru Hashi                         | Ayumu Hoshino            | También el OVA.                                                            |
| 29 de junio de 2011        | Double-J                                         | Hajime Usami             |                                                                            |
| 01 de octubre de 2011      | Kyōkai Senjō no Horizon                          | Adele Barrufet           |                                                                            |
| 2011                       | High Score                                       | Rika Hōjō                |                                                                            |
| 05 de abril de 2012        | Medaka Box                                       | Harigane Onigase         |                                                                            |
| 07 de julio de 2012        | Kyōkai Senjō no Horizon II                       | Adele Barrufet           |                                                                            |
| 09 de octubre de 2012-2015 | Girls und Panzer                                 | Oryo                     | También las OVAs y la película.                                            |
| 06 de enero de 2013        | Love Live!                                       | Anju Yuuki               |                                                                            |
| 04 de enero de 2014        | Space Dandy                                      | Eldest daughter          |                                                                            |
| 09 de abril de 2015        | Hōkago no Pleiades                               | Aoi                      | El anime.                                                                  |
| 02 de julio de 2015        | Rampo Kitan: Game of Laplace                     | Sachiko                  |                                                                            |

### Videojuegos
| Año                 | Series                                                               | Role                     | Nota/s              |
| ------------------- | -------------------------------------------------------------------- | ------------------------ | ------------------- |
| 14 de julio de 2005 | Sudeki: Sennen no Akatsuki no Monogatari                             | Emily Rankin             |                     |
|                     | Vanity of Vanities                                                   | 曲非烟                   | videojuego en línea |
|                     | Saki Portable                                                        | Tomoki Sawamura          |                     |
|                     | Strike Witches Series                                                | Eila Ilmatar Juutilainen |                     |
|                     | Phase D                                                              | Matsuri Nishina          |                     |
| 26 de junio de 2014 | Girls und Panzer: Senshadō, Kiwamemasu!                              | Oryo (おりょう?)         |                     |
| 24 de julio de 2014 | Sousyu Sensinkan-gakuen Hachimyoujin (相州戦神館學園 八命陣 天之刻?) | Hyakuonisora (百鬼空亡?) | PS Vita             |

## Discografía

### Sencillos
| Fecha de lanzamiento     | Título                                                     | Número de catálogo (Japón) | Oricon |   |
| Peak Posición            | Weeks top semanal                                          |                            |        |   |
| ------------------------ | ---------------------------------------------------------- | -------------------------- | ------ | - |
| 08 de septiembre de 2010 | Fantastic (ファンタぢっくFantastic?)                       | Boundee: XQIT-1001         | 89     | 1 |
| 30 de marzo de 2011      | Romantic (ロマンちっくRomantic?)                           | XQIT-1005                  | 73     | 1 |
| 23 de noviembre de 2011  | Plustic (プラスちっくPlustic?)                             | XQIT-1008                  | 161    | 1 |
| 18 de diciembre de 2013  | Gold Illumination (金色イルミネーションGold Illumination?) | XQIT-1024                  | -      | - |
| 26 de marzo de 2014      | (夏色フィクション Natsuiro Fiction?)                       | XQIT-1026                  | -      | - |
| 30 de julio de 2014      | (未来トラベラー Mirai Torabera?)                           | XQIT-1034                  | -      | - |

### Álbumes recopilatorios
| Título                                             | Detalles del álbum (Japón)                                                                 | Oricon |
| Peak Posición                                      |                                                                                            |        |
| -------------------------------------------------- | ------------------------------------------------------------------------------------------ | ------ |
| Fantasista (ファンタぢすたFantasista?)             | - Lanzamiento: 28 de marzo de 2012 - Sello discográfico: Boundee - N.º catálogo: XQIT-1010 | 161    |
| Mini Ako (ミニあこMini Ako?)                       | - Lanzamiento: 20 de marzo de 2013 - Sello discográfico: Boundee - N.º catálogo: XQIT-1012 | -      |
| Chic Remastered (ちっくリマスターChic Remastered?) | - Lanzamiento: 30 de julio de 2014 - Sello discográfico: Boundee - N.º catálogo: XQIT-1035 | -      |